# Expo Telêmaco
A Expo Telêmaco é um evento de iniciativa pública promovido em Telêmaco Borba pela prefeitura municipal, no Paraná, sempre realizado no mês de março em comemoração ao aniversário de emancipação política-administrativa municipal.

## História

### Antecendentes
Sempre no mês de março, Telêmaco Borba comemora a emancipação política-administrativa, com diversas festividades registradas ao longo de sua história. A festa da cidade sempre foi marcada com shows gratuitos e parque de diversão, sendo promovida pela prefeitura diante de mandatos de vários prefeitos. 
Em 2004 foi realizada a primeira Exposição de Máquinas e Equipamentos do Ramo Florestal e Madeireiro em Telêmaco Borba, que ficou conhecida como Expomad. O evento anual de iniciativa privada, com apoio da Prefeitura Municipal de Telêmaco Borba por meio da Secretaria Municipal do Trabalho e Indústria Convencional de Telêmaco Borba (SMTIC), era, até então, a maior feira da madeira do Paraná, sempre sendo realizada no mês de agosto e que chegou a ser considerada um dos grandes eventos na região dos Campos Gerais do Paraná. O objetivo do evento era focar nos setores florestal, madeireiro, industrial e comercial, trazendo inovações tecnológicas e produtos produzidos no município de Telêmaco Borba, apresentando aos produtores e empresários uma visão dinâmica da indústria local e do reflorestamento. Além do mais, o evento também contava com atrações de exposições de veículos, equipamentos, maquinários, tecnologia de produção, rodeios, shows artísticos (com foco no estilo sertanejo), parque de diversão e feira gastronômica, entre outros atrativos. Nas edições foram eleitas as rainhas, as primeiras-princesas, as segundas-princesas e a misses simpatias, que após eleitas integravam a equipe de divulgação do evento. A iniciativa privada decidiu por encerrar definitivamente a Expomad, não realizando as próximas edições da exposição. A última edição do evento ocorreu em 2011.

### Reformulação
Com o término das edições da Expomad, o município sentiu a necessidade de trazer novamente um evento do gênero para a cidade, sendo assim foi desenvolvida ainda no ano de 2017 os preparativos para a 1ª Expo Telêmaco (Expo Telêmaco 2018), que buscou associar os atrativos culturais e econômicos junto à festa de aniversário do município, que é comemorado no dia 21 de março.
O evento consiste em cinco à seis dias consecutivos, possibilitando ampliar as festividades de emancipação municipal, que normalmente durava entre três e quatro dias da semana nos anos anteriores.

## Infraestrutura
O evento é realizado no Centro de Eventos de Telêmaco Borba, um espaço público com quase 40.000 m² destinado para diversos tipos de eventos, localizado na marginal dos Trabalhadores, ao lado do campus do Instituto Federal de Educação do Paraná (IFPR), no Jardim Bandeirantes, e de frente à PR-160 (Rodovia do Papel).

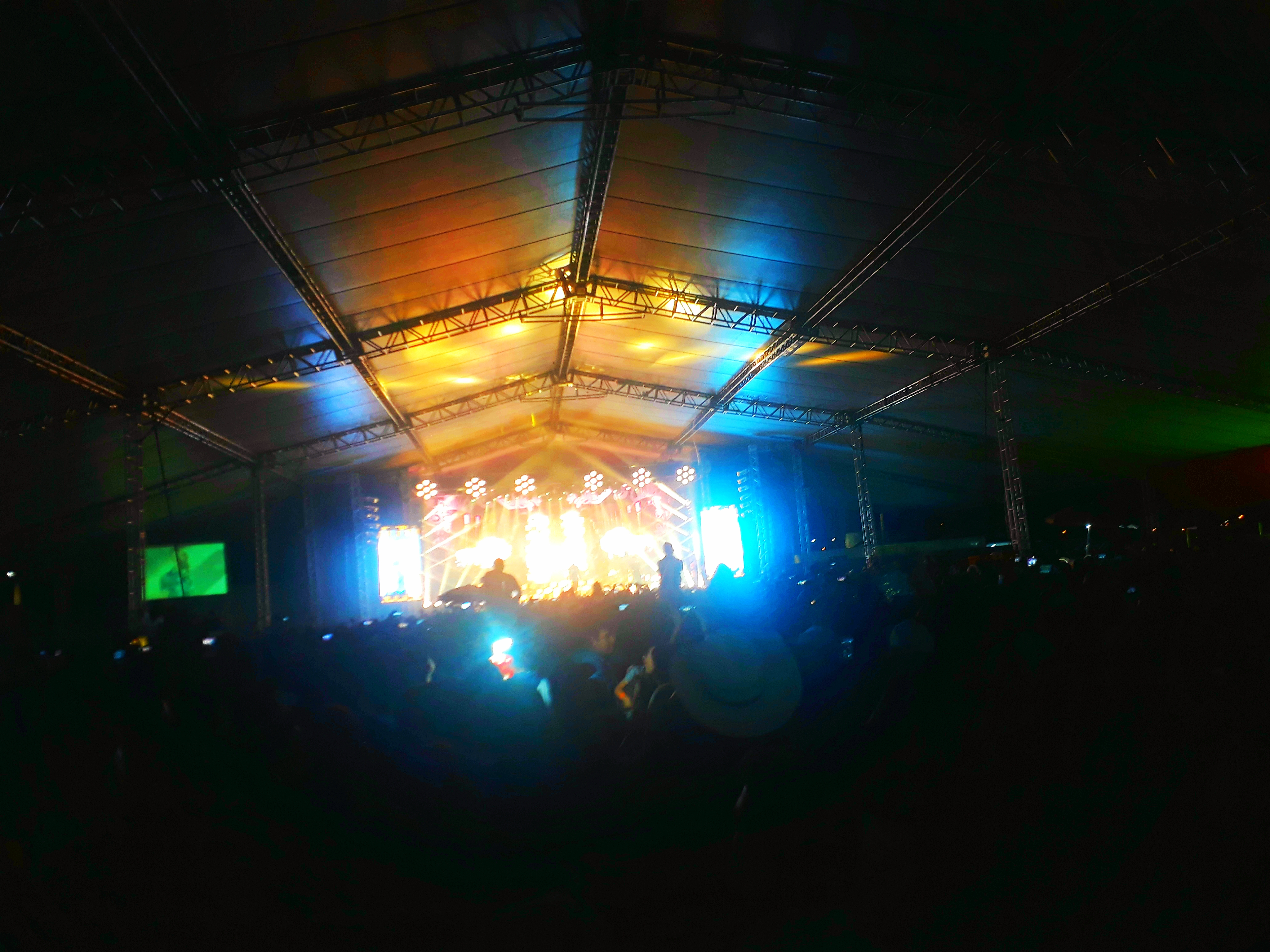
Show artístico na Expo Telêmaco de 2019.

O evento não conta apenas com o intuito econômico, mas também abrange o cenário gastronômico, cultural, artístico, musical, recreativo e educacional. A exposição conta com inúmeras empresas em suas edições como a Klabin S.A., Revita, Braslumber, Forest Paper, Paraná Equipamentos (PESA – Caterpillar), John Deere, All Hunter, Volkswagen Barigui, Ponsse Oyj, que buscam a exposições de matéria-prima, produtos, veículos, equipamentos, maquinários e tecnologia de produção. Inclusive a participação de instituições de ensino, entidades filantrópicas e órgãos e empresas públicas.
Além de uma ampla infraestrutura com arena para shows nacionais de estilos diversificados, também é prestigiado durante o evento um espaço para atrações musicais e esportivas e apresentações artísticas e culturais locais e regionais. Há ainda arena de rodeio, espaço para food trucks, espaço para praça de alimentação, feira de artesanatos com ênfase em um espaço com estandes destinados aos artesãos locais.
Em relação ao público, mais de 100 mil pessoas participam das festividades durante os dias do evento. Na edição de 2019 foram seis dias de evento, onde mais de 40 empresas de Telêmaco Borba e região participaram da exposição. Diversos segmentos atuaram, desde confecções, calçados, quadros, até instituições de ensino, empresas de máquinas, tecnologia, prestadoras de serviços, entre outras. Nesta edição, nas apresentações de shows nacionais, alcançou, no ápice, um público de quase 40 mil pessoas por noite, sendo aproximadamente 150 mil pessoas durante os seis dias de evento.